# Federico Richter Fernandez-Prada
Federico Richter Fernandez-Prada OFM (* 14. Februar 1922 in Huanta; † 8. August 2011 in Lima) war ein peruanischer Ordensgeistlicher und römisch-katholischer Erzbischof von Ayacucho o Huamanga. 

## Leben
Federico Richter Fernandez-Prada trat am 28. Januar 1940 der Ordensgemeinschaft der Franziskaner bei und studierte im Studienhaus der peruanischen Franziskanerprovinz „Los doce apóstoles de México“ (Zwölf Apostel Mexikos) im Kloster von La Recoleta in Cusco. Er legte am 30. Januar 1944 die Profess ab und empfing am 14. Juli 1946 die Priesterweihe. Er war in der Seelsorge in der Diözese Huamanga tätig, später in der Lehre und Ausbildung der Priester in Cusco und Lima sowie Ordensfunktionen tätig.
Papst Paul VI. ernannte ihn am 12. April 1973 zum Titularbischof von Thucca in Numidia und bestellte ihn zum Weihbischof in Piura. Der Erzbischof von Lima Juan Kardinal Landázuri Ricketts spendete ihn am 17. Mai desselben Jahres die Bischofsweihe; Mitkonsekratoren waren Erasmo Hinojosa Hurtado, Erzbischof von Piura, und Leonardo José Rodriguez Ballón OFM, Erzbischof von Arequipa. 
Am 20. September 1975 wurde er zum Apostolischen Administrator und Koadjutorbischof von Ayacucho o Huamanga und Titularerzbischof pro hac vice von Thucca in Numidia ernannt. Am 20. November 1979 erfolgte die Ernennung zum Erzbischof von Ayacucho o Huamanga durch Papst Johannes Paul II.
Am 23. Mai 1991 nahm Papst Johannes Paul II. sein altersbedingtes Rücktrittsgesuch an.

## Wirken
Federico Richter erlebte als Bischof die Terroristische Gewalt der linksgerichteten Guerilla-Organisation Sendero Luminoso („Leuchtender Pfad“), die ihren Sitz wie Bischof Richter in Ayacucho hatte. Er engagierte sich für die Zivilbevölkerung und war einer der härtesten Kritiker von Abimael Guzmán und dessen bewaffnetem Kampf gegen die Regierung.
Richter Fernandez-Prada war als Förderer der historischen Franziskanischen Studien bekannt. 2001 war er Gründungsdirektor des Instituts für die franziskanische Geschichte in Peru in Lima. Er war von 2006 bis 2011 Präsident der bischöflichen Kommission für die Kulturgüter der Kirche.
Für seine Verdienste um die Kirche in Peru wurde er am 26. Januar 2002 auf der 81. Vollversammlung der Bischöfe von Peru mit der Goldmedaille des „Medalla de Oro de Santo Toribio de Mogrovejo“ ausgezeichnet.

## Schriften
- Anales de la Provincia franciscana de los Doce Apóstoles de Lima (Perú): constituciones de 1580, con anotaciones 1986, Imprenta de la Universidad de San Cristóbal de Huamanga 1986
- Fray Luis de Zerbela y sus obras en San Francisco de Jesús de Lima: 1625-1700, Estela Hnos. 1986
- Vida y obras del P. Pedro Alva y Astorga, franciscano, Ediciones de Anales de la Provincia Franciscana de los Doce Apóstoles de Lima, 1988
- Mojica (Fr. José Fco. de Guadalupe): religioso y sacerdote, Libreria Parroquial de Claveria 1991, 112 Seiten
- Presencia franciscana en el Perú en los siglos XVI al XX, Editorial Salesiana 1995, 733 Seiten
- Los franciscanos en la evangelización del Perú en los siglos XVI, XVII y XVIII